# Andrea Corr
Andrea Jane Corr MBE (Dundalk, 17 de maig de 1974) és una cantant irlandesa, cantautora, música i actriu, la membre més jove del grup musical The Corrs, format juntament amb els seus germans Jim, Sharon i Caroline. A més de posar la veu, és l'encarregada de tocar el whistle, i igual que els seus germans, compon les cançons del grup, principalment les lletres.
El primer disc del grup, Forgiven Not Forgotten (1995) va ser un èxit per la seva original mescla entre pop, rock i música tradicional celta. A aquest disc el seguiren Talk On Corners (1997), Unplugged (1999), In Blue (2000), The Best Of (2001), Live In Dublin (2002), Borrowed Heaven (2004), Home (2005) i Dreams: La Colección Definitiva (2007).
A part de la seva faceta musical, Andrea ha fet també alguns treballs com a actriu, començant per uns petits papers en The Commitments i Evita, i últimament ha fet el paper de la protagonista femenina a The boys & girl from County Clare, al curt The Bridge, i ha participat també a The Thread. També ha posat la veu a la protagonista de la pel·lícula d'animació Quest for Camelot.

## Anys de joventut
Andrea Corr és filla de Gerry Corr, gerent del departament de nòmines de la Irish Electricity Supply Board (l'ESB), i la seva dona, Jean, mestressa de casa. És la més jove dels cinc fills de la família Corr. El germà gran Gerard va morir quan només tenia tres anys en un accident de trànsit abans de néixer ella i la seva germana Caroline.
La família es va criar a Dundalk, al nord-est d'Irlanda. Els seus germans, Gerry i Jean, havien format el seu propi grup, Sound Affair, que tocava cançons d'ABBA i de The Eagles als pubs locals de Dundalk on sovint portaven els seus fills.
Animada pels seus pares, Andrea Corr va començar a tocar el whistle i el seu pare li va ensenyar a tocar el piano. Al llarg de la seva adolescència, ella i els seus germans sovint practicaven a l'habitació d'un d'ells —Jim— en una casa que havia llogat. Ella cantava la veu principal, Sharon tocava el violí i Caroline i Jim s'ocupaven dels teclats. També va participar en obres de teatre escolar.

## Carrera
El 1990, Corr i els seus germans van formar un quartet anomenat The Corrs. La seva carrera professional es va iniciar el 1991 quan van fer una audició per a la pel·lícula The Commitments en la qual ella va obtenir el paper de Sharon Rabbitte. John Hughes va conèixer el quartet quan van fer l'audició per a la pel·lícula, i va acceptar convertir-se en el seu manager.
Els Corrs van signar amb Atlantic Records el 1995 i van viatjar a Amèrica del Nord per gravar el seu àlbum debut Forgiven, Not Forgotten. L'àlbum va incloure sis seleccions instrumentals entre les seves cançons d'influència celta. Quan es va publicar, va tenir èxit a Irlanda, Austràlia, Japó i Espanya. Amb aquest àlbum van aconseguir el disc de platí al Regne Unit i Austràlia, i el quàdruple platí a Irlanda, fet que el va convertir en un dels debuts més populars d'un grup irlandès.
Després de l'èxit del debut del seu àlbum, van llançar Talk on Corners i In Blue el 1997 i el 2000 respectivament. Originalment Talk on Corners va tenir un èxit escàs, fins que es va llançar una versió remix, quan va encapçalar la llista de molts països, i va assolir l'estatus de platí al Regne Unit i Austràlia. In Blue es va traslladar cap al pop mainstream, posant un gran èmfasi en els sintetitzadors electrònics. Va tenir èxit i va ser el número 1 en la seva primera setmana de vendes al Regne Unit, Irlanda, Austràlia, Alemanya, Suïssa i Àustria i va debutar al número 2 a França i Noruega. Va pujar a la primera posició durant la seva segona setmana a Suècia i Espanya.
Durant la producció d'In Blue, la seva mare, Jean, va morir mentre esperava un trasplantament de pulmó a l'Hospital Freeman de Newcastle, Regne Unit. Va ser sepultada al cementiri de Sant Patrici de Dundalk. Bono, Larry Mullen, Jr., Brian Kennedy i Paul Brady estaven entre els assistents. "No More Cry" (No més plorar), escrit per Andrea i Caroline Corr per a l'àlbum, estava dedicat al seu pare amb l'esperança d'ajudar-lo amb el seu dolor.
El 2003, Andrea va gravar "Time Enough For Tears", una cançó escrita per Bono i Gavin Friday per a la pel·lícula In America. Aquesta cançó va aparèixer a l'àlbum Borrowed Heaven de 2004 de The Corrs. Borrowed Heaven va ser dedicat a la seva difunta mare, Jean, i al seu pare, Gerry. La banda també va dedicar el seu àlbum homenatge de 2005 Home a la seva mare morta. La banda va cobrir moltes cançons tradicionals irlandeses extretes del llibre de cançons de la seva mare per commemorar els seus 15 anys com a banda.
En una entrevista amb Chris Evans el juny de 2015, Andrea va confirmar que The Corrs estaven treballant en un nou àlbum i tocarien al festival "Live in Hyde Park" de la BBC Radio 2. El seu sisè àlbum d'estudi, White Light, va ser llançat el 27 de novembre de 2015 i va anar acompanyat d'una gira mundial.

## Carrera en solitari
Mentre els seus germans estaven en pausa per criar les seves famílies, Andrea va iniciar una carrera en solitari. Va llançar el seu primer àlbum, Ten Feet High, el 25 de juny de 2007. Va ser produït per Nellee Hooper, que ha treballat amb Gwen Stefani i Madonna; Bono va ser un productor executiu. El seu primer senzill, "Shame on You" va ser una cançó pop avançada sobre homes i dones que anaven a la guerra i deixaven enrere parelles que potser mai més tornaran a veure. El "Daily Post" de Liverpool va donar a la cançó una qualificació de tres estrelles, comentant que era "enganyosament optimista", cosa que emmascarava el seu "missatge més pesat sobre el reclutament i la guerra".

## Actuació
Andrea Corr va entrar a la indústria cinematogràfica el 1991 amb la pel·lícula d'Alan Parker The Commitments, en la qual va intervenir com a Sharon Rabbitte. El 1996, Parker dirigia la versió cinematogràfica de l'òpera rock Evita, protagonitzada per Madonna. Estava tan interessat en tenir Andrea a la pel·lícula que la va posar com a amant de Juan Perón on va interpretar part de "Hello and Goodbye". Corr va proporcionar la veu cantant a Kayley, al costat de Bryan White (Garrett) a la primera pel·lícula totalment animada de Warner Brothers, Quest for Camelot de 1998.
Corr va reprendre la seva carrera d'actriu l'any 2003 on va interpretar a Anne a The Boys from County Clare. La pel·lícula no va ser un èxit comercial, però va guanyar el "Film Discovery Jury Award" a la millor actriu al Festival de les Arts de la Comèdia dels Estats Units i va ser nominada a la millor actriu als Premis IFTA. Durant la pausa dels Corr, va aparèixer a la pel·lícula de 2005 The Bridge i a la pel·lícula de 2006 Broken Thread. Corr va aparèixer com Christina a l'obra Dancing at Lughnasa presentada al teatre Old Vic de Londres des de febrer fins al maig de 2009.
Va interpretar el paper principal a Jane Eyre d'Alan Stanford al "Gate Theatre" de Dublín que es va estrenar el 9 de novembre de 2010.

## Activitats benèfiques
Andrea Corr i els seus germans han fet concerts benèfics per recaptar diners per al "Pavarotti & Friends Liberian Children's Village", l'Hospital Freeman de Newcastle, les víctimes de l'atemptat d'Omagh a Irlanda del Nord i The Prince's Trust el 2004. També són ambaixadors de la campanya "46664" de Nelson Mandela, on van actuar en directe per conscienciar sobre la sida a l'Àfrica. Durant lEdinburgh Live 8 el 2 de juliol de 2005, "The Corrs" van interpretar "When the Stars Go Blue" al costat de Bono per promoure la campanya Make Poverty History. En reconeixement de les seves actuacions benèfiques, els Corr van ser nomenats Membres Honoraris de l'Ordre de l'Imperi Britànic el 2005 per la reina Isabel II.
Corr també va participar en un senzill homenatge al difunt membre de The Dubliners, Ronnie Drew. Anomenada "The Ballad of Ronnie Drew". La cançó va ser llançada el 19 de febrer de 2008 i va ser interpretada per diversos músics irlandesos famosos. Això incloïa membres d'U2, Sinéad O'Connor, Christy Dignam d'Aslan, Robert Hunter of the Grateful Dead, que va escriure la cançó, Kíla, Christy Moore, Moya Brennan, Shane MacGowan, Bob Geldof, Damien Dempsey, Gavin Friday, Iona Green., Jerry Fish, Paul Brady, Paddy Casey, Mick Pyro, Mundy, Chris de Burgh, Ronan Keating, Jack L, Eleanor Shanley, Mary Black, Declan O'Rourke, Mary Coughlan, Joe Elliott de Def Leppard. Els mateixos Dubliners i The Chieftains. El senzill va ser escrit originalment per incloure el mateix Ronnie, però es va canviar per ser un homenatge a ell a mesura que la seva salut anava en declivi. Els beneficis de la venda del senzill van ser a The Irish Cancer Society a petició del mateix Drew. La cançó es va interpretar en directe a The Late Late Show emesa per "RTÉ Entertainment" el 22 de febrer, amb l'assistència de Ronnie Drew com a membre del públic, i va entrar a les llistes de singles irlandesos al número 2.
El 10 d'octubre de 2010, Corr, entre d'altres, va contribuir al concert homenatge a Kirsty MacColl celebrat al "Shepherd's Bush Empire" per commemorar l'aniversari de MacColl i recaptar diners per a la caritat. També va escriure i cantar la cançó "Oh Brother" a l'àlbum Music of Ireland – Welcome Home.
El 30 de novembre de 2012, Corr va donar el seu suport a la Fundació Golden Hat de Kate Winslet juntament amb Tim Janis, Sarah McLachlan, Loreena McKennitt, Hayley Westenra, actuant al concert "The American Christmas Carol" al Carnegie Hall.

## Vida personal

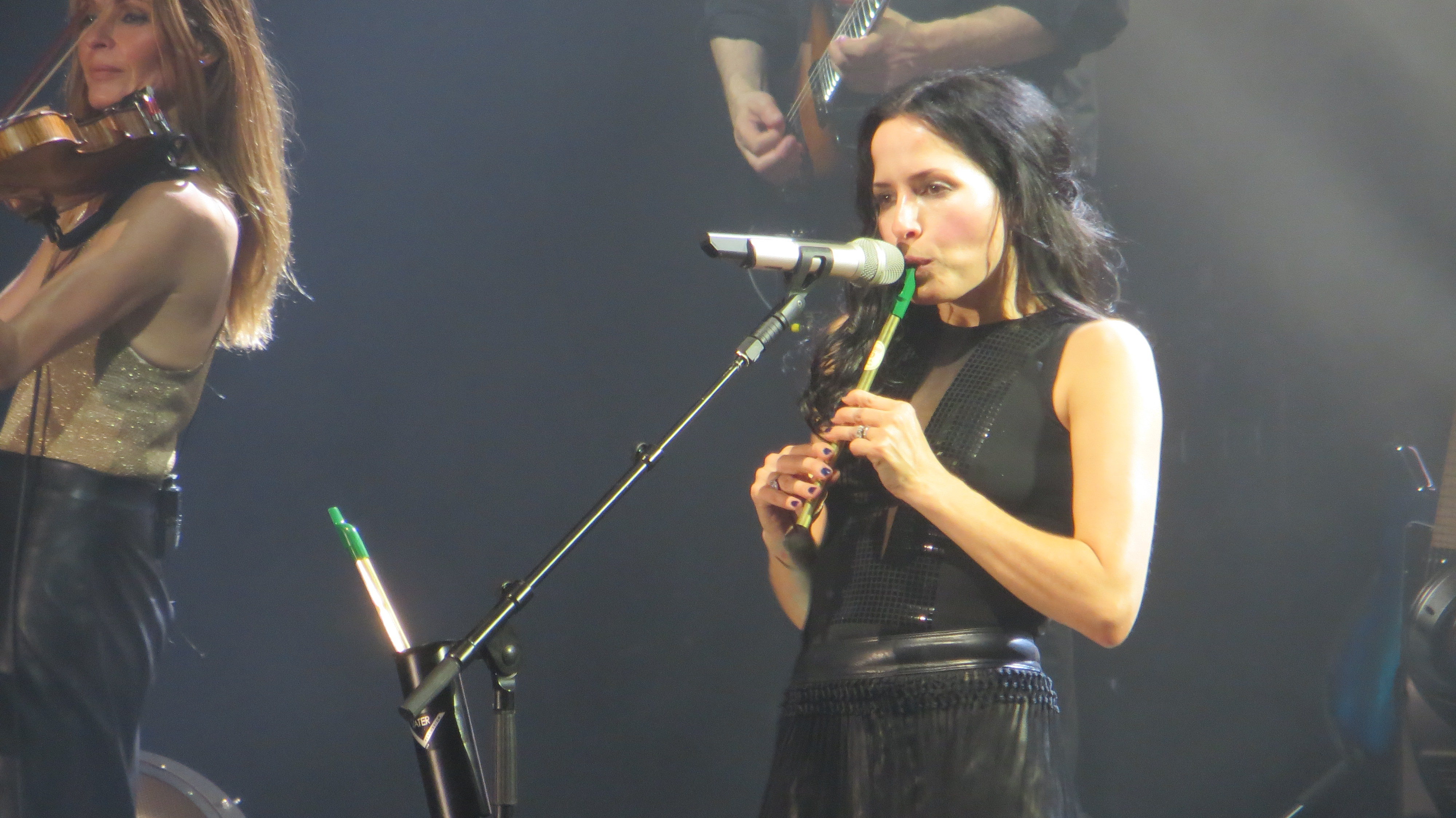
Andrea Corr en una actuació del 2016

Corr es va casar amb Brett Desmond el 21 d'agost de 2009. Sharon Corr i Caroline Corr van cantar "No Frontiers" al casament, i Damien Dempsey, Sharon Shannon, Seamus Begley i la mateixa Corr també van actuar a l'escenari de l'església. El novembre de 2011, es va anunciar el primer embaràs de Corr. Corr va donar a llum a una filla, Jean el 28 d'abril de 2012, i dos anys després, a un fill, Brett Jr. el 4 de gener de 2014.

## Discografia
Studio albums
| Any  | Album detalls                                                                                     | Posicions màximes dels gràfics | Posicions màximes dels gràfics | Posicions màximes dels gràfics | Posicions màximes dels gràfics | Posicions màximes dels gràfics | Posicions màximes dels gràfics | Posicions màximes dels gràfics | Posicions màximes dels gràfics | Posicions màximes dels gràfics |
| Any  | Album detalls                                                                                     | IRE                            | IRE Indie                      | AUS                            | FRA                            | GER                            | NDL                            | SPA                            | SWI                            | UK                             |
| ---- | ------------------------------------------------------------------------------------------------- | ------------------------------ | ------------------------------ | ------------------------------ | ------------------------------ | ------------------------------ | ------------------------------ | ------------------------------ | ------------------------------ | ------------------------------ |
| 2007 | Ten Feet High - Publicat: 22 de juny de 2007 - Segell: Atlantic - Formats: CD, descàrrega digital | 24                             | –                              | 98                             | 128                            | 86                             | 84                             | 9                              | 42                             | 38                             |
| 2011 | Lifelines - Publicat: 29 Maig 2011 - Segell: AC Records - Formats: CD, CD+DVD, descàrrega digital | 40                             | 9                              | –                              | –                              | –                              | –                              | –                              | –                              | 48                             |
| 2020 | Christmas Songs - Publicat: 2020 - Segell: East West - Formats: descàrrega digital                | –                              | –                              | –                              | –                              | –                              | –                              | –                              | –                              | –                              |

## Singles
| Any  | Cançó                                             | Posicions màximes dels gràfics | Posicions màximes dels gràfics | Posicions màximes dels gràfics | Àlbum             |
| Any  | Cançó                                             | IRE                            | SPA                            | UK                             | Àlbum             |
| ---- | ------------------------------------------------- | ------------------------------ | ------------------------------ | ------------------------------ | ----------------- |
| 2006 | "All I Have to Do is Dream" (with Laurent Voulzy) | –                              | –                              | –                              | La Septième Vague |
| 2007 | "Shame on You"                                    | 43                             | 20                             | 108                            | Ten Feet High     |
| 2007 | "Champagne from a Straw"                          | –                              | –                              | –                              | Ten Feet High     |
| 2011 | "Tinseltown in the Rain"                          | –                              | –                              | –                              | Lifelines         |
| 2011 | "Pale Blue Eyes" / "Blue Bayou"                   | –                              | –                              | –                              | Lifelines         |

## Filmografia
| Any  | Títol                      | Rol                  |
| ---- | -------------------------- | -------------------- |
| 1991 | The Commitments            | Sharon Rabbitte      |
| 1996 | Evita                      | Juan Peron's esposa  |
| 1998 | Quest for Camelot          | Kayley (veu cantant) |
| 2003 | The Boys from County Clare | Anne                 |
| 2005 | The Bridge                 | Mary                 |
| 2006 | Broken Thread              | Lily                 |
| 2009 | Pictures                   | Donna                |

## Rols escènics
| Any  | Títol                                   | Rol                     |
| ---- | --------------------------------------- | ----------------------- |
| 2010 | Jane Eyre The Gate Theatre              | Jane Eyre               |
| 2009 | Dancing at Lughnasa The Old Vic theatre | Christina "Chris" Mundy |